# Fonte Ostiense
Fonte Ostiense är Roms tjugofjärde zon och har beteckningen Z. XXIV. Zonen är uppkallad efter en källa med surt vatten i närheten av Via Ostiense. Zonen Fonte Ostiense bildades år 1961.

## Kyrkobyggnader
- Santi Domenico e Sisto a Colle Parnaso, vid Via Camus. Dekonsekrerad kyrka. 41°48′24″N 12°27′58″Ö / 41.806700°N 12.466076°Ö
- San Mauro Abate
- Spirito Santo alla Ferratella

## Arkeologiska lokaler
- Abitato protostorico di Acqua Acetosa

## Övrigt
- Casali di San Sisto
- Ex scuola elementare mista Francesco Guardabassi
- Centro culturale Elsa Morante
- Riserva naturale Laurentino-Acqua Acetosa
- Parco Eros Corizza
- Parchetto Eur Ferratella

## Kommunikationer
- Tunnelbanestation Laurentina